# Уфимская духовная семинария
Уфимская духовная семинария — среднее учебное заведение Уфимской епархии Русской православной церкви для подготовки церковно- и священнослужителей. Действовала в городе Уфе с 1800 по 1917 годы.

## История
Семинария в Уфе была открыта по определению Святейшего Синода от 25 июня 1800 года и до 1865 года именовалась Оренбургской (по названию епархии). При разделении Оренбургской епархии на Оренбургскую и Уфимскую, семинария получила наименование Уфимской.
При семинарии в 1804 году был открыт сиротский дом, функционировала церковь во имя Св. Иоанна Златоуста (освящена в 1844 году).
В Духовной семинарии изучали классические славяно-греко-латинское церковное красноречия, медицину, рисование (с 1804 г.), французский и немецкий языки (с 1808). В 1840 введены курсы: богословия, учение о вероисповеданиях и расколе, Священное Писание, герменевтика, православное исповедание, патистика, Библейская история Христианской Церкви — общая и русская, история, археология, церковное каноническое право, учение о богослужебных книгах, пасхалия; уроки логики, психологии, риторики, поэзии, физики, алгебры, еврейский, татарский, чувашский языки и др. В 1898 году в семинарии училось 181 учеников.
В 1917 году семинария была закрыта, а с 1930 года в семинарском здании разместился Башкирский сельскохозяйственный институт.
Первоначально семинария размещалась в деревянном здании на улице Фроловской. Это здание 5 марта 1806 г. сгорело и семинаристы длительное время проводили учебные занятия в тесных флигелях неподалёку.
Здание Духовной семинарии — памятник архитектуры XIX в., один из лучших образцов архитектуры классицизма в Уфе. Здание возведено в 1826—1828 гг. по проекту архитекторов Трофимова и Кудинова. В настоящее время в здании размещается Министерство промышленности и инновационной политики Республики Башкортостан.
К началу XX века в семинарии складывается Уфимская церковно-историческая наука. Так, преподаватель Духовнных мужского и женского епархиальных училищ Златоверховников Иван Егорович (1854—1920 гг.), выпускник уже своей Уфимской духовной семинарии, в 1899 году издал капитальный труд по истории епархии «Уфимская епархия. Географический, Этнографический, Административно-исторический и статистический очерк», а впоследствии явился автором учебников «Дроби простые и десятичные в совместном изложении их теорий» (1905), «Первые уроки мироведения», «Курс общей географии».
В это же время преподаватель Уфимской семинарии, епархиальный историк[xxxi] Херувимов Константин Петрович публикует актуальную работу «К столетию епископской кафедры и консисториального управления в Уфе епархии Оренбургской и Уфимской».
Священномученик Еварестов Евграф Васильевич (1858—1919 гг.), ректор семинарии, благочинный и настоятель Воскресенского кафедрального собора в Уфе, расширяет исследования о. Владимира Владиславлева, переиздав «Сказание о святой чудотворной иконе Божия Матере» в 1895 и 1898 годах.
В настоящее время здание, которое некогда занимала семинария является объектом культурного наследия народов России федерального значения и охраняется государством.

## Ректоры
- 1800—1803 — первый ректор, архимандрит Лаврентий
- 1804—1810 гг. — архимандрит Филарет (Амфитеатров)
- с 1827 года — архимандрит Лаврентий
- 1828 — архимандрит Аполлинарий (Вигилянский)
- 21 августа 1828—1831 — архимандрит Феодотий (Озеров)
- 1846—1855 — архимандрит Пантелеимон (Помигуев)
- 11 октября 1855—1867 — Григорий (Медиоланский)
- 3 апреля 1867 — 5 сентября 1869 — Григорий (Полетаев)
- упом. 1883 — протоиерей Василий Бережковский
- 18 октября 1901—1903 — Андроник (Никольский)
- 8 января 1903—1903 — Фаддей (Успенский)
- 1903, 1904, 1905, и. о. — Евграф Еварестов
- 20 ноября 1906 — 10 февраля 1913 — Мефодий (Краснопёров)
- 1913—1914 — Павел (Вильковский)
- 8 мая 1915 — 14—17 июня 1917 — Артемий (Ильинский)
- с 4 октября 1917— Граммаков, Гавриил Иосифович

## Известные выпускники
- Варсонофий (Лузин) (1884—1937) — епископ Русской православной церкви;
- Глезденёв, Павел Петрович (1867—1923) — марийский просветитель, литератор и этнограф. Один из основоположников марийской художественной литературы;
- Иоасаф (Удалов) (1886—1937) — епископ Русской православной церкви, святой;
- Канцеров, Алексей Яковлевич (?—1918) — иерей, священномученик Русской православной церкви;
- Красносельцев, Николай Фомич (1845—1898) — историк церкви, археолог;
- Северовостоков, Аверкий Яковлевич (1845/1847—1918) — иерей, священномученик Русской православной церкви;
- Яблоков, Дмитрий Дмитриевич (1896—1993) — терапевт, учёный и клиницист. Академик АМН СССР, Герой Социалистического Труда, лауреат Сталинской премии 2-й ст.